# Perilampus nitens
Perilampus nitens är en stekelart som beskrevs av Walker 1834. Perilampus nitens ingår i släktet Perilampus och familjen gropglanssteklar. Inga underarter finns listade i Catalogue of Life.